# 가오미뎬 북역
가오미뎬 북역(중국어: 高米店北站)은 중국 베이징시 다싱구 가오미뎬 가도 싱화 대가·샹위안로 교차로 북측에 위치한 베이징 지하철 다싱선 다싱선의 지하철역이다.

## 위치
가오미뎬 북역은 싱화 대가(兴华大街)와 샹위안로(香园路)의 교차점에 위치한다.

## 역 구조

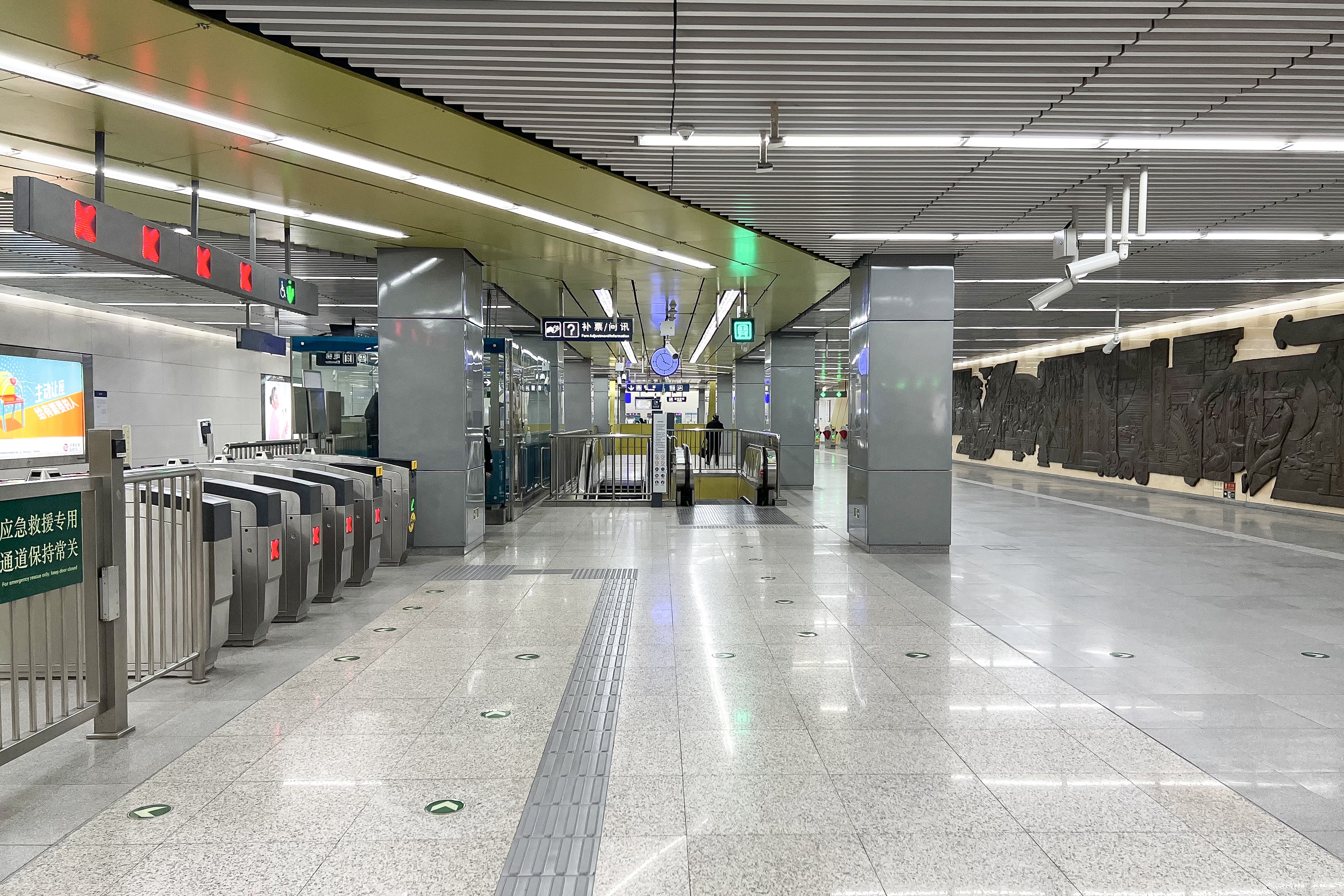
대합실

본 역은 섬식 승강장으로 설계된 지하역으로, 출입구는 4개이다 : A(북서쪽), B1(북동쪽), B2(북동쪽), D(남서쪽). 역은 조각된 구리 공예품으로 장식된 "수읍상운《首邑祥云》"으로 장식되어 있다. 역 밖에 버스 환승 구역이 2개 있다. 승강장 북쪽 끝에 건넘선이 있다.

### 층별 구조
| 지면층             | 지면                            | A-D출입구                                  |
| 지하 1층 대합실 층 | 대합실                          | 고객센터, 자동 발매기, 출입 게이트         |
| 지하 2층 승강장 층 | ←                               | ■ 다싱선 안허차오 북 (4호선) 방면 (시훙먼) |
| 지하 2층 승강장 층 | 섬식 승강장, 왼쪽 출입문이 열림 |                                            |
| 지하 2층 승강장 층 | →                               | ■ 다싱선 톈궁위안 방면 (가오미뎬 남)       |

## 출입구
|                         |                          |           |      |             |  |
| 출구                    | 지시                     | 출구 인근 | 사진 | 무장애 시설 |  |
| 出口 · A                | 싱화 대가(兴华大街) 남측 |           |      |             |  |
| 出口 · B · 1            | 싱화 대가(兴华大街) 동측 |           |      | 빈칸        |  |
| 出口 · B · 2            | 싱화 대가(兴华大街) 동측 |           |      | 빈칸        |  |
| 出口 · D                | 샹위안로(香园路) 북측    |           |      | 빈칸        |  |
| 아이콘 설명: 엘리베이터 |                          |           |      |             |  |